# 多佛 (印地安納州布恩縣)
多佛（英語：Dover）是位於美國印地安納州布恩縣的一個非建制地區。該地的面積和人口皆未知。

## 地理
多佛的座標為40°03′16″N 86°37′12″W / 40.05444°N 86.62000°W，而該地的平均海拔高度為274米（即899英尺）。